# Apogon exostigma
Apogon exostigma es una especie de pez de la familia de los apogónidos en el orden de los perciformes.

## Morfología
Los machos pueden alcanzar los 12 cm de longitud total.

## Distribución geográfica
Se encuentran desde el Mar Rojo hasta las Islas Ryukyu y el sur de la Gran Barrera de Coral.